# Трново (Лашко)
Трново (словен. Trnovo) — поселення в общині Лашко, Савинський регіон, Словенія. Висота над рівнем моря: 378,4 м.